# Sebastian Rank
Sebastian Rank (Apolda, 25 de abril de 1986) es un deportista alemán que compitió en triatlón. Ganó una medalla de oro en el Campeonato Europeo de Triatlón de 2013, en la prueba de relevo mixto.

## Palmarés internacional
| Campeonato Europeo | Campeonato Europeo | Campeonato Europeo | Campeonato Europeo |
| Año                | Lugar              | Medalla            | Prueba             |
| ------------------ | ------------------ | ------------------ | ------------------ |
| 2013               | Alanya (Turquía)   | Medalla de oro     | Relevo mixto       |